# Anidarnes globiceps
Anidarnes globiceps är en stekelart som först beskrevs av Mayr 1906.  Anidarnes globiceps ingår i släktet Anidarnes och familjen fikonsteklar. Inga underarter finns listade i Catalogue of Life.